# Genet Yalew
Genet Yalew Kassahun (31 december 1992) is een Ethiopische atlete, die is gespecialiseerd in de lange afstand.

## Loopbaan
In 2009 won Yalew een bronzen medaille op de 3000 m bij de wereldkampioenschappen voor junioren onder 18 jaar in Bressanone. In 2011 behaalde ze haar eerste succes bij de senioren door brons te winnen bij de Afrikaanse kampioenschappen op de 5000 m. In 2015 werd ze vijfde bij de Afrikaanse Spelen in Brazzaville.
In Nederland geniet Yalew met name bekendheid door haar overwinningen bij de Tilburg Ten Miles (2015) en de halve marathon van Egmond (2016).
In 2019 maakte ze haar debuut op de marathon tijdens de marathon van Praag met een derde plaats.

## Persoonlijke records
Baan
| Onderdeel | Prestatie | Datum        | Plaats  |
| --------- | --------- | ------------ | ------- |
| 3000 m    | 9.01,75   | 19 juli 2010 | Moncton |
| 5000 m    | 14.48,43  | 31 mei 2012  | Rome    |
| 10.000 m  | 30.37,38  | 29 juni 2016 | Hengelo |

Weg
| Onderdeel      | Prestatie | Datum            | Plaats         |
| -------------- | --------- | ---------------- | -------------- |
| 5 km           | 15.35     | 13 oktober 2013  | Rennes         |
| 10 km          | 30.58     | 6 september 2015 | Tilburg        |
| 15 km          | 47.22     | 12 februari 2016 | Ras al-Khaimah |
| 20 km          | 1:02.57   | 12 februari 2016 | Ras al-Khaimah |
| halve marathon | 1:06.26   | 12 februari 2016 | Ras al-Khaimah |
| marathon       | 2:24.34   | 5 mei 2019       | Praag          |

## Palmares

### 3000 m
- 2009:  WK U18 - 9.08,95
- 2009:  Internationale Atletiek Vlaanderen in Brasschaat - 9.12,11
- 2009:  Bayer Meeting in Leverkusen - 9.16,70
- 2010: 6e WK U20 - 9.01,75

### 5000 m
- 2011:  Afrikaanse jeugdkamp. - 15.27,96
- 2011:  Nacht van de Atletiek - 15.10,45
- 2012: 5e Adidas Grand Prix - 15.22,03
- 2012: 5e Meeting Premium de Reims Champagne Ardenne - 15.19,72
- 2013:  Seiko Golden Grand Prix in Tokio - 15.37,69
- 2015: 5e Afrikaanse Spelen - 15.43,77

### 10.000 m
- 2014: 4e Afrikaanse kamp. in Marrakech - 32.52,46

### 5 km
- 2009: 5e Bitburger-Silvesterlauf in Trier - 15.54,7
- 2011:  Course des As Renault Femmes in Rennes - 15.36

### 10 km
- 2010: 4e Tilburg Ten Miles - 31.47
- 2011:  Tilburg Ten Miles - 32.45
- 2011: 5e Corrida de São Silvestre in Luanda - 32.27
- 2013:  Tilburg Ten Miles - 32.09
- 2014:  Okpekpe Road Race - 32.52
- 2015: 5e Okpekpe Road Race - 35.05
- 2015:  Tilburg Ten Miles - 30.58

### halve marathon
- 2014:  halve marathon van Addis Ababa - 1:10.59
- 2014: 10e WK - 1:09.15
- 2015:  halve marathon van Valencia - 1:08.12
- 2015: 4e halve marathon van New Delhi - 1:08.46
- 2016:  halve marathon van Egmond - 1:19.02
- 2016:  halve marathon van Ras al-Khaimah - 1:06.26
- 2016: 5e WK - 1:08.15
- 2016:  halve marathon van Portugal - 1:10.25

### marathon
- 2019:  marathon van Praag - 2:24.34

### veldlopen
- 2010: 5e WK U20 in Bydgoszcz - 19.03
- 2011:  WK in Punta Umbria - 18.54
- 2012: 8e Afrikaanse kamp. in Kaapstad - 27.49
- 2013: 15e WK in Bydgoszcz - 25.10
- 2015: 10e WK in Guiyang - 27.00